# نانسي نمروقة
نانسي أحمد إبراهيم نمروقة (مواليد 1 حزيران 1974 في عمان) محامية وسياسية أردنية تشغل منصب وزيرة دولة للشؤون القانونية في حكومة بشر الخصاونة منذ 27 تشرين الأول 2022.